# Parlasco
Parlasco (Perlàsch in dialetto valsassinese) è un comune italiano di 137 abitanti della provincia di Lecco in Lombardia.
Si trova in Valsassina. 
Soprannominato dai propri abitanti "Borgo Affrescato" per via dei vari affreschi presenti nel paese,è uno dei comuni più caratteristici della Lombardia.

## Origini del nome
Secondo la tradizione, il toponimo deriverebbe da un certo Lasco (localmente noto come il "Conte di Marmoro"), un bandito schierato dalla parte dei più deboli che avrebbe abitato presso le cascine di Marmoro, localizzate verso i Pizzi di Parlasco. 

## Storia
Un documento del 1368 attesta la presenza di una rocca in località Marmoro, fortificazione che si trovava probabilmente lungo la strada che da Cortenova conduceva all'Alpe Cainallo.
Un'altra rocca, detta "del Portone", dotata di un avamposto, era invece localizzata sulla mulattiera per Bellano.
Già terra di conquista di Gian Giacomo Medici, dal 1648 Parlasco fu un feudo della famiglia Monti.

### Simboli
Lo stemma comunale, concesso con regio decreto del 1934, raffigura, su sfondo azzurro, una montagna erbosa, rocciosa in cima, che ricorda i Pizzi di Parlasco del Gruppo delle Grigne. La montagna è attraversata da una fascia verde, bordata d'argento, che simboleggia l’antica ed importante via di comunicazione che da Bellano portava in Valsassina attraversando il paese. La fascia ondata d'argento in punta allo scudo rappresenta il torrente Pioverna. Il capo di porpora è ciò che rimane del capo del Littorio, elemento comune agli stemmi creati durante il periodo fascista, privato del fascio littorio.

## Monumenti e luoghi d'interesse
- Chiesa di Sant'Antonio Abate, risalente al XV secolo,[6] periodo al quale sono databili alcuni affreschi in essa contenuti[5].
- Ciclo di affreschi realizzati nelle vie del centro storico, realizzati nel 2007 e aventi come soggetto il "Conte di Marmoro".[5]

## Società

### Evoluzione demografica
- 121 nel 1805
- annessione a Taceno nel 1809
- 146 nel 1853

Abitanti censiti